# Великобілозерська сільська рада
Великобілозе́рська сільська́ ра́да — адміністративно-територіальна одиниця та орган місцевого самоврядування в Великобілозерському районі Запорізької області. Адміністративний центр — село Велика Білозерка.

## Загальні відомості
- Територія ради: 145,8 км²
- Населення ради: 3657 осіб (станом на 2001 рік;
 6821 — 1989 р.)
- Територією ради протікає річка Білозерка

## Населені пункти
Сільській раді були підпорядковані населені пункти:
- с. Велика Білозерка (частина 1 села, код КОАТУУ 2321180101)

## Склад ради
Рада складалася з 20 депутатів та голови.
- Голова ради: Корж Галина Дмитрівна
- Секретар ради: Будко Валентина Михайлівна

### Керівний склад попередніх скликань
| Прізвище, ім'я, по батькові | Основні відомості                                                                      | Дата обрання | Дата звільнення |
| --------------------------- | -------------------------------------------------------------------------------------- | ------------ | --------------- |
| Корж Галина Дмитрівна       | Сільський голова, 1946 року народження, освіта вища, член Комуністичної партії України | 26.03.2006   | 31.10.2010      |
| Корж Галина Дмитрівна       | Сільський голова, 1946 року народження, освіта вища, член Партії регіонів              | 31.10.2010   |                 |

Примітка: таблиця складена за даними сайту Верховної Ради України

### Депутати
За результатами місцевих виборів 2010 року депутатами ради стали:

#### За суб'єктами висування
| Суб'єкт висування                                       | Кількість обраних депутатів | %  |
| ------------------------------------------------------- | --------------------------- | -- |
| Партія регіонів                                         | 15                          | 75 |
| Партія «Реформи і порядок»                              | 3                           | 15 |
| Політична партія Всеукраїнське об'єднання «Батьківщина» | 1                           | 5  |
| Самовисування                                           | 1                           | 5  |

#### За округами
| № округу                                                | Прізвище, ім'я, по батькові      | Дата визнання обраним | Освіта             | Партійна приналежність                        | Відомості про обраного депутата                                        |
| ------------------------------------------------------- | -------------------------------- | --------------------- | ------------------ | --------------------------------------------- | ---------------------------------------------------------------------- |
| Партія регіонів                                         |                                  |                       |                    |                                               |                                                                        |
| 1                                                       | Загрудний Сергій В'ячеславович   | 03.11.2010            | вища               | позапартійний                                 | тимчасово не працює                                                    |
| 2                                                       | Загрудний Леонід Григорович      | 03.11.2010            | середня            | позапартійний                                 | пенсіонер                                                              |
| 4                                                       | Базна Лілія Григорівна           | 03.11.2010            | вища               | позапартійна                                  | управління Державного казначейства, начальник                          |
| 5                                                       | Шило Іван Федорович              | 03.11.2010            | вища               | позапартійний                                 | навчально-виховний комплекс № 1, директор                              |
| 6                                                       | Гавронська Віта Вікторівна       | 14.11.2010            | вища               | позапартійна                                  | Великобілозерська сільська рада, головний бухгалтер                    |
| 9                                                       | Середа Андрій Володимирович      | 03.11.2010            | вища               | позапартійний                                 | Великобілозерська сільська рада, охоронець                             |
| 10                                                      | Бардокіна Ірина Василівна        | 03.11.2010            | середня            | позапартійна                                  | пенсіонер                                                              |
| 11                                                      | Головенко Тамара Миколаївна      | 03.11.2010            | середня            | позапартійна                                  | Великобілозерська сільська рада, завідувачка військово-облікового бюро |
| 12                                                      | Черепанова Наталія Олександрівна | 03.11.2010            | середня спеціальна | позапартійна                                  | Великобілозерська сільська рада, оператор комп'ютерного набору         |
| 13                                                      | Сиротюк Ірина Олександрівна      | 03.11.2010            | середня спеціальна | позапартійна                                  | управління праці та соціального захисту населення, головний спеціаліст |
| 14                                                      | Щербина Тая Петрівна             | 03.11.2010            | середня спеціальна | позапартійна                                  | Великобілозерська сільська рада, касир                                 |
| 15                                                      | Будко Валентина Михайлівна       | 03.11.2010            | середня            | позапартійна                                  | Великобілозерська сільська рада, секретар                              |
| 17                                                      | Крамарець Світлана Миколаївна    | 03.11.2010            | вища               | позапартійна                                  | Дитяча юнацька спортивна школа, головний бухгалтер                     |
| 18                                                      | Лихо Олександр Миколайович       | 03.11.2010            | середня            | позапартійний                                 | фермерське господарство «ЛАН-49», голова                               |
| 19                                                      | Базна Василь Васильович          | 03.11.2010            | середня            | позапартійний                                 | фермерське господарство «Земля», голова                                |
| Партія «Реформи і порядок»                              |                                  |                       |                    |                                               |                                                                        |
| 7                                                       | Оліярчук Людмила Василівна       | 03.11.2010            | середня спеціальна | позапартійна                                  | ЗАТ «Старт», ПП «Авіцена», головний бухгалтер                          |
| 8                                                       | Занога Олена Іванівна            | 03.11.2010            | середня спеціальна | позапартійна                                  | тимчасово не працює                                                    |
| 16                                                      | Кирильчук Олександра Іванівна    | 03.11.2010            | середня спеціальна | член Партії «Реформи і порядок»               | пенсіонер                                                              |
| Політична партія Всеукраїнське об'єднання «Батьківщина» |                                  |                       |                    |                                               |                                                                        |
| 3                                                       | Шелегеда Ірина Миколаївна        | 03.11.2010            | середня спеціальна | член Всеукраїнського об'єднання «Батьківщина» | Великобілозерська сільська бібліотека, завідувачка                     |
| Самовисування                                           |                                  |                       |                    |                                               |                                                                        |
| 20                                                      | Бойко Світлана Григорівна        | 03.11.2010            | середня спеціальна | позапартійна                                  | аптека № 78, бухгалтер                                                 |